# Musée Bourdelle
Musée Bourdelle (Bourdellovo muzeum) je městské muzeum v Paříži. Nachází se v 15. obvodu v ulici Rue Antoine-Bourdelle. Muzeum uchovává sochy, obrazy a výkresy sochaře Antoin Bourdella, který v tomto domě žil a tvořil od roku 1885.

## Historie
Muzeum zahrnuje autentické sochařovy ateliéry, které byly po jeho smrti rozšířeny. Antoine Bourdelle na konci svého života zvažoval, obdobně jako Auguste Rodin, vytvořit vlastní muzeum. Muzeum mohlo vzniknout díky štědrosti Gabriela Cognacqa, synovce a dědice Ernesta Cognacqa, zakladatele obchodního domu Samaritaine a vytrvalosti sochařovy manželky Cléopatry Bourdelle-Sévastos a poté dcery Rhodie Bourdelle-Dufet.
Na počátku 30. let byly pozemky, kde se nacházely ateliéry, na prodej, ale Cléopâtre Bourdelle neměla prostředky na jejich zakoupení. Gabriel Cognaq tedy pozemky zakoupil, aby zabránil rozptýlení děl, která zde byla uložena, a převedl je bezplatně na Cléopâtru Bourdelle-Sévastos a její dceru Rhodii Bourdelle.
Ty nabídly několikrát tento odkaz jako dar státu, který odmítl. Teprve na přímluvu Yvona Bizardela, ředitele École des beaux-arts, přijalo dar město Paříž. Městský architekt Henri Gautruche provedl stavební úpravy a muzeum bylo otevřeno 4. července 1949, 20 let po sochařově smrti.

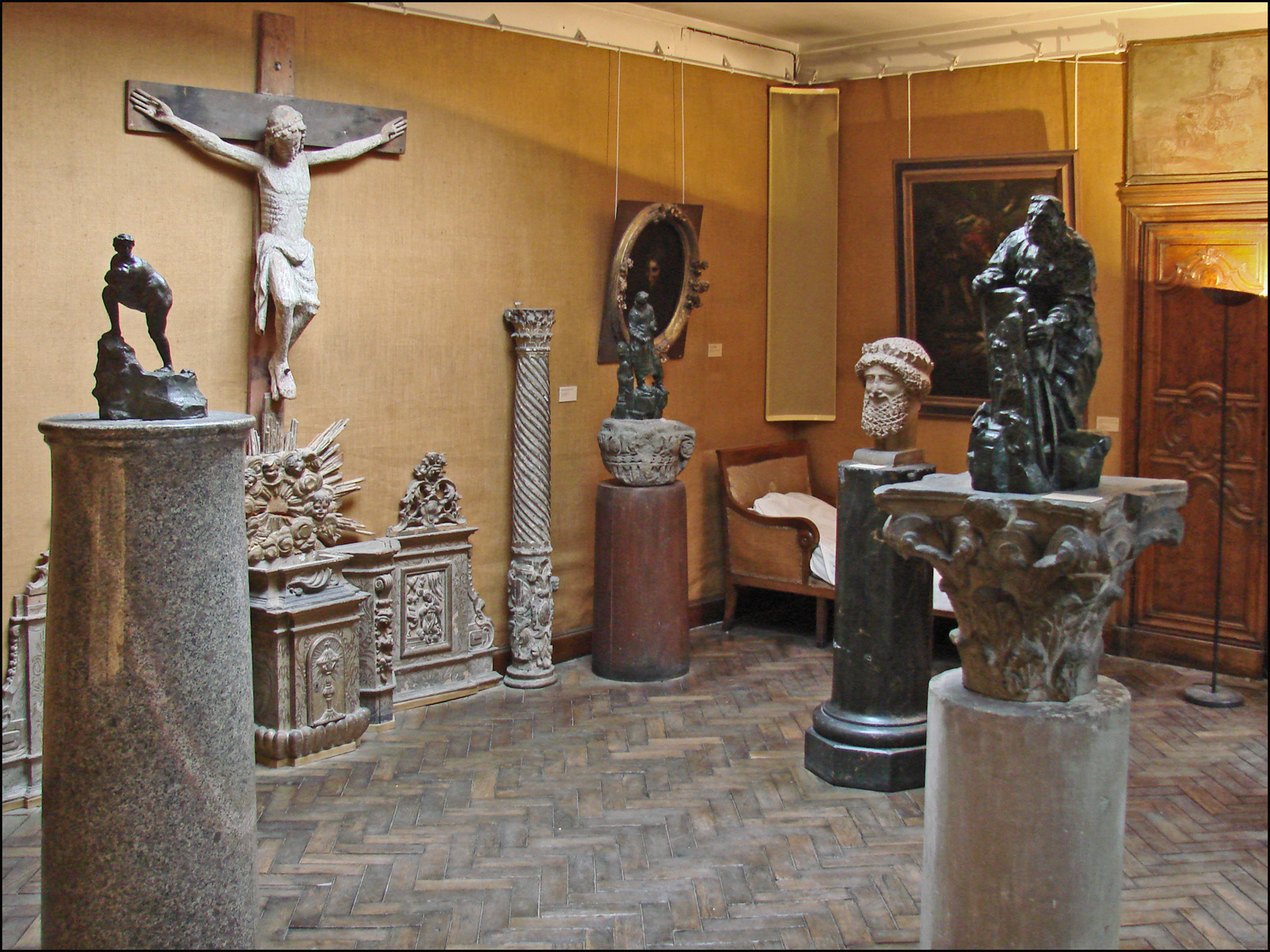
Expozice v sochařově bytě

Jeho součástí se stal Bourdellův byt, ve kterém žil v letech 1895-1918, který zůstal nezměnený, a rovněž ateliéry, ve kterých pracoval od roku 1885 až do své smrti v roce 1929. Jejich vybavení zůstalo původní. Jsou zde vystaveny mramorové, dřevěné a bronzové sochy.
V roce 1951 byla k muzeu připojena zahrada, ve které vznikla galerie z cihel z Montaubanu, Bourdellova rodného města. Jsou zde vystaveny jeho bronzy a basreliéfy z Théâtre des Champs-Élysées.
V roce 1961 architekt Henri Gautruche provedl první rozšíření muzea u příležitosti 100. výročí sochařova narození. Byla vybudována velká vstupní hala, kde jsou představována díla na omítce. Prostor vybavil dekoratér a Bourdellův zeť Michel Dufet.
Podruhé bylo muzeum rozšířeno v roce 1992 pod vedením architekta Christiana de Portzamparca. Byl vybudován nový vstup a další čtyřpodlažní křídlo s plochou 1655 m2.